# Strahltriebwerkprüfstand
Ein Strahltriebwerkprüfstand ist ein zum Nachweis der zertifizierten Schubkraft eines Strahltriebwerks zugelassener Prüfstand. Nach Neuproduktion oder Überholung muss ein Strahltriebwerk diese Abnahme bestehen, bevor es für den Flugbetrieb freigegeben werden darf.
Prüfstände werden grundsätzlich in verschiedene Kategorien aufgeteilt. Nach der Bauart unterscheidet man:
- Freifeld-Prüfstände
- Gebäude-Prüfstände

Nach dem Zweck werden Prüfstände unterschieden in
- MRO-Prüfstände, wobei MRO für den englischen Begriff Maintenance, Repair & Overhaul, zu deutsch etwa Wartung, Reparatur & Überholung, steht;
- Entwicklungs-Prüfstände.

Bei einem Prüflauf geht es im Wesentlichen darum, zum einen die mechanische Integrität, in Form von Dichtigkeitstest und Vibrationstest, zum anderen im eigentlichen Leistungslauf die erforderlichen Leistungsparameter, z. B. den Schub, zu demonstrieren. Dabei werden viele verschiedene Parameter auf die von dem Triebwerkshersteller definierten Vorgaben überprüft und auf standardisierte Bedingungen, unter anderem die sogenannten ISA-Konditionen, korrigiert, um eine Vergleichbarkeit der Leistungsparameter zu erhalten. 

## Freifeld-Prüfstand
Auf einem Freifeld-Prüfstand wird das Triebwerk an einem überdimensionalen Galgen fixiert und kann ohne eine Begrenzung Luft frei ansaugen sowie den Abgasstrahl ohne Behinderungen an die Umwelt wieder abgeben. Der Nachteil dieser Prüfstände ist, dass die Geräuschentwicklung dieselbe ist, wie wenn ein Triebwerk unter dem Flügel eines Flugzeuges arbeitet. Solche Teststände finden sich daher nur in extrem dünn besiedelten Gegenden.

## Gebäude-Prüfstand
Diese Variante ist die am meisten verbreitete Form. Es war bis vor wenigen Jahren üblich, dass große Fluggesellschaften wie z. B. Lufthansa ihre Antriebe selber überholten und dann entsprechende Prüfläufe vornahmen. So betreibt die Lufthansa z. B. in Hamburg und Frankfurt in direkter Nähe zu ihrer Wartungsstation am Flughafen entsprechende Prüfstände. Der Nachteil dieser Prüfstände besteht darin, dass die Geometrie, insbesondere Ansaugquerschnitt und Abgasmischrohr, einen ganz wesentlichen Einfluss auf die Leistungsparameter haben. Diese Werte müssen über einen Ringvergleich mit dem Triebwerkshersteller einmalig für jeden Triebwerkstyp ermittelt werden und behalten dann für zukünftige Prüfläufe Gültigkeit. Die Werte werden üblicherweise in Computerprogrammen hinterlegt und automatisch bei den notwendigen Berechnungen berücksichtigt.
Die Bauform solcher Prüfstände ist vielfältig. Üblicherweise werden heute nur Querschnittsformen eines stehenden „U“ gebaut, mit vertikaler Luftansaugung, horizontaler Triebwerkspositionierung und vertikaler Umlenkung des Abgasstrahles um 90° in die Atmosphäre.

## MRO-Prüfstand
Ein MRO-Prüfstand ist in der Regel ein normaler Gebäude-Prüfstand, wie bereits erwähnt an fast jedem großen Flughafen auf dieser Welt zu finden. Für einen normalen Prüflauf werden zwischen 100 und 300 Parameter erfasst, wobei die hohe Anzahl über die modernen Triebwerke und deren Regler (FADEC) zu erklären sind.

## Entwicklungs-Prüfstände
Ein Entwicklungs-Prüfstand kann sowohl ein Gebäude als auch ein Freifeld-Teststand sein. Der Unterschied zu den MRO-Testständen besteht im Wesentlichen in der Anforderung an die Messtechnik. Es werden bis zu 3000 Messpunkte erreicht, deren Daten dazu mit einer hohen Aufzeichnungsrate (bis zu 2 kHz) und einer höheren Messgenauigkeit als bei MRO-Prüfständen zu erfassen sind.